# Fradique de Menezes
Fradique de Menezes (São Tomé, 21 de març, 1942) fou el President de São Tomé i Príncipe entre 2003 i 2011.

## Primers anys
Fradique de Menezes va néixer a l'illa de São Tomé el 1942, abans que São Tomé i Príncipe s'independitzés de Portugal, fill d'un portuguès i d'una dona local. Va assistir a l'escola secundària a Portugal. Després va estudiar a l'Institut Superior de Psicologia Aplicada de Lisboa, Portugal i a la Universitat Lliure de Brussel·les.

## Càrrecs
Menezes és un important home de negocis. Fou ministre d'afers estrangers de São Tome i Príncipe de 1986 a 1987. Més tard fou escollit President a les eleccions de juliol de 2001 amb el 55,2% dels vots, derrotant el candidat Manuel Pinto da Costa, qui va rebre el 40%. Va prendre possessió el 3 de setembre de 2001. Ha renunciat a la seva ciutadania portuguesa per a poder presentar-se. El 16 de juliol de 2003, mentre era de viatge a Nigèria, es produí un cop d'estat militar liderat per Fernando Pereira, però Menezes fou restaurat el 23 de juliol de 2003, després d'algunes negociacions.
Menezes va ser reelegit el 30 de juliol de 2006, obtenint el 60,58% dels vots i derrotant Patrice Trovoada, fill de l'antic president Miguel Trovoada.
El 12 de febrer de 2009 es va anunciar el descobriment d'un intent de cop d'estat que suposadament implicava el líder del Front Democràtic Cristià Arlecio Costa. Costa i 30 més foren detinguts. En una conferència de premsa el 24 de febrer Menezes va dir que estava "tocat" pel suport de les forces de seguretat; també va dir que estaria disposat a deixar el càrrec si era "la raó que les coses no estan funcionant en aquest país". No es va presentar a la reelecció a les eleccions de juliol de 2011